# زاونگ سفلی
زاونگ سفلی، روستایی از توابع بخش مرکزی شهرستان فیروزه در استان خراسان رضوی ایران است. این روستا از مقاصد بلوچ‌های مهاجر بوده‌است.

## جمعیت
این روستا در دهستان فیروزه قرار دارد و براساس سرشماری مرکز آمار ایران در سال ۱۳۸۵، جمعیت آن ۴۵۷ نفر (۱۱۳خانوار) بوده‌است.